# Aramis

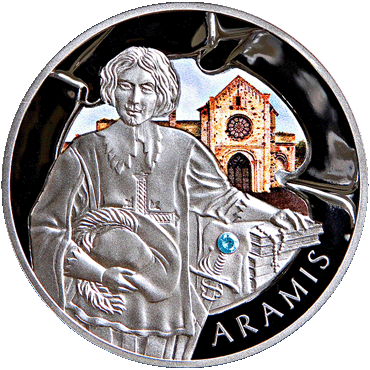
Aramis

Aramis – jeden z bohaterów cyklu powieści Alexandre'a Dumasa-ojca: Trzej muszkieterowie, W dwadzieścia lat później, Wicehrabia de Bragelonne. Występuje również w powieści D’Artagnan autora Henry'ego Bedford-Jonesa. Właściwie nazywa się kawaler Rene d'Herblay, później opat d'Herblay (Dwadzieścia lat później), później biskup d'Herblay (Wicehrabia de Bragelonne). Postać wzorowana na księdzu Henri d’Aramitz.

## Cechy postaci
Aramis jest muszkieterem Ludwika XIII, przyjaźni się z Atosem, Portosem i D’Artagnanem. Wykazuje się wielką sprawnością w intrygach towarzyskich i politycznych. Posiada usposobienie zarazem poetyckie i wojskowe. D'Artagnan mówi o nim: „Gdy byłeś muszkieterem, przypominałeś księdza, a gdy jesteś księdzem, przypominasz muszkietera” (spotkanie z Aramisem w klasztorze jezuitów w Dwadzieścia lat później). Aramis jest zapalczywy i porywczy, ale nigdy nie narusza form grzeczności, w pojedynku czy w bitwie. Bardzo urodziwy, dba o wygląd zewnętrzny, jako jedyny z przyjaciół stosuje kosmetyki. Jego cechą charakterystyczną jest wielka wytworność (którą czerpał „sam z siebie”). Aramis, obok Atosa, posiada wykształcenie w naukach scholastycznych i mówi po łacinie. Posługuje się także językiem hiszpańskim. Niemniej jednak jego rozprawa teologiczna przygotowywana przed uzyskaniem święceń wykazuje przerost formy nad treścią (Trzej muszkieterowie, scena odnalezienia rannego Aramisa przez D'Artagnana po powrocie z Anglii). Ulubieniec wielkich dam, za młodu utrzymywany przez swoją kochankę, księżnę de Chevreuse (co jednak nie stanowiło żadnej ujmy dla szlachcica w owych czasach). W zakresie stosunków z damami wykazywał daleko posuniętą dyskrecję. Znakomity szermierz, niepokonany w żadnym z pojedynków (natomiast raniony z broni palnej). W chwili rozpoczęcia powieści Trzej muszkieterowie miał ok. 22-23 lata (był trzy lata starszy od D'Artagnana).
Początkowo pragnie zostać duchownym, lecz na przeszkodzie stają względy honorowe (pojedynek). Zostaje muszkieterem, lecz marzenia o kościelnej karierze nigdy nie znikają mu sprzed oczu. Po odejściu ze służby wojskowej zostaje opatem, a następnie biskupem w Vannes. Wykorzystując sekretną informację o bracie – bliźniaku króla Ludwika XIV przetrzymywanym w Bastylii, zostaje generałem jezuitów. Dzięki wpływom zakonu osadza w Bastylii króla, podstawiając na jego miejsce jego brata. Królowi udaje się powrócić do władzy i próbuje dopaść Aramisa. Ten jednak, dzięki swej wysokiej pozycji w zakonie, uchodzi przed karą. Znajduje schronienie w Hiszpanii, skąd powraca do Francji jako ambasador, książę d'Alameda.
Postać Aramisa jest najbardziej skomplikowana spośród czterech muszkieterów pod względem stosunku do przyjaciół. Z jednej strony wykazywał on zawsze pewien egoizm, przejawiający się w wykorzystywaniu przyjaciół do swoich celów (podobne skłonności, chociaż w łagodniejszym stopniu, wykazywał jednak i D'Artagnan). Tak też był odbierany np. przez naiwnego Portosa, który w Wicehrabim de Bragelonne prostodusznie oznajmia Aramisowi (nie zwracając uwagi na znaczenie swoich słów) kolejność, w której jest przywiązany do przyjaciół (Aramis na ostatnim miejscu). Z drugiej strony Aramis nigdy nie odstępował pozostałych kolegów w niebezpieczeństwie, ratował ich (np. po aresztowaniu pozostałej trójki przez Mazariniego zorganizował grupę ratunkową – Dwadzieścia lat później), wykorzystywał swoje znajomości dla załatwienia wspólnych spraw (pośrednictwo księżnej de Chevreuse w uzyskaniu wiadomości o Konstancji Bonacieux, kochance D'Artagnana porwanej przez agentów kardynała Richelieu), ponadto wykazywał się w licznych scenach spontaniczną serdecznością wobec pozostałych towarzyszy (np. taniec z D'Artagnanem na kartach uczonej rozprawy w Trzech muszkieterach). Jako jedyny spośród przyjaciół przeżył do końca cyklu o muszkieterach.

## Zarys wydarzeń przedstawionych w cyklu o muszkieterach, w których aktywną rolę odgrywa Aramis

### Wczesna młodość
Urodził się on jako kawaler Rene d'Herblay i od dziecka był przygotowywany do stanu duchownego. Jednakże jako młody praktykant do tego stanu zaczął romansować z pewną piękną damą pod pretekstem uczenia jej teologii. Jednakże został na tym czynie przyłapany przez pewnego szlachcica, który zapowiedział mu, iż osobiście go wychłoszcze, jeśli jeszcze raz go przyłapie w obecności tej damy. Rene poprosił więc o rok zwłoki w przyjęciu ślubów kapłańskich. Po czym udał się do znakomitego mistrza fechtunku w Paryżu i przez rok pobierał u niego nauki. Poznał wtedy również Atosa i Portosa (ten drugi nauczył go kilku pchnięć szpadą). Kiedy Rene umiał już wszystko, co mu było potrzebne, ubrał się w piękny strój i udał się w nim na bal, gdzie spotkał owego szlachcica, który go wtedy znieważył. Wyzwał go na pojedynek, a następnie zabił go w nim. Po tym wszystkim musiał jednak zapomnieć o byciu księdzem i schronił się przed sprawiedliwością pod imieniem Aramisa w gwardii królewskich muszkieterów. Wraz z Atosem i Portosem stworzył zgrane trio nierozłącznych przyjaciół. Nie unikał awantur z gwardzistami kardynała, podczas walk często zabijał swoich przeciwników. Oprócz tego romansował z kilkoma kobietami jednocześnie, choć jego największą miłością była Maria Michon księżna de Chevreuse, której był utrzymankiem, a także częściowo brał udział w jej intrygach.

### Poznanie z D'Artagnanem
Jednego dnia w roku 1625 Aramis jako trzeci ze zgranego trio wyzwał na pojedynek D’Artagnana – powodem była chusteczka od jednej z jego kochanek. Aramis chcąc ją ukryć deptał ją butem, a D'Artagnan zwrócił mu na to uwagę niechcący go ośmieszając. Wściekły muszkieter wyzwał go na pojedynek, wcześniej jednak udał się sekundować Atosowi podczas pojedynku jego z D'Artagnanem. Do owego starcia jednak nie doszło z powodu gwardzistów kardynała, którzy zjawili się wtedy na miejscu pojedynku – muszkieterowie stoczyli z nimi walkę, Aramis podczas niej pokonał dwóch gwardzistów, jednego z nich zabijając. Po walce D'Artagnan dołączył do drużyny "nierozłącznych".

### Służba królowej
Cała czwórka miło spędzała czas, aż do roku 1626 i akcji "diamenty królowej". Aramis wziął w niej udział, ale podczas wyprawy do Anglii został postrzelony w ramię przez najemników Richelieu udających robotników i wskutek rany musiał zostać w przydrożnej oberży oddany pod opiekę wiernego sługi Bazina. Po powrocie do zdrowia został w oberży czekając na list od księżnej de Chevreuse. Nie mogąc się go doczekać doszedł do wniosku, że kobieta go porzuciła, więc zaczął na poważnie rozważać wstąpienie do zakonu. Rozpoczął nawet pisanie pracy teologicznej niezbędnej do rozpoczęcia seminarium. Kiedy jednak D'Artagnan zjawił się z listem od księżnej oraz pięknym koniem z bogatym rzędem (który posłużył za spłatę długów muszkietera) Aramis natychmiast porzucił swoje plany i podarł niedokończoną pracę. Wrócił potem do służby, a gdy w 1627 król i kardynał szli na twierdzę hugenocką La Rochelle Aramis jak wszyscy muszkieterowie wziął w tej wyprawie udział. Musiał jednak zdobyć ekwipunek, co umożliwiła mu księżna de Chevreuse przysyłając mu pieniądze dostarczone przez hiszpańskiego granda przebranego za żebraka (zaszyte w kaftanie).

### Pod La Rochelle
Aramis wraz Atosem i Portosem eskortował kardynała Richelieu do oberży "Pod Czerwonym Gołębnikiem", gdzie z pomocą rury od pieca cała trójka podsłuchała rozmowę Jego Eminencji z Milady. Potem również brał udział w obronie Bastionu Św. Gerwazego przed hugenotami. Kiedy trzeba było dowiedzieć się, gdzie przebywa Konstancja Aramis użył swoich wpływów i z pomocą Marii Michon (którą przedstawił wszystkim jako swoją kuzynkę) zdobył te informacje, jak i również pozwolenie, by Konstancja opuściła klasztor pod opiekę czterech muszkieterów. Niestety kobieta została otruta przez Milady, nim jej czwórka przyjaciół zdążyła do niej dotrzeć. Aramis brał również udział w pościgu za Milady de Winter i samosądzie, jaki potem się nad tą okrutną kobietą odbył. Niedługo przed upadkiem La Rochelle z Aramisem zerwała kontakty księżna de Chevreuse. Wobec takiej sytuacji Aramis postanowił zostać księdzem i odmówił nominacji na porucznika muszkieterów, jaką in blanco otrzymał od Richelieu D'Artagnan, a którą chciał ofiarować komuś ze swoich trzech kompanów (wszyscy jednak odmówili). Po zdobyciu twierdzy Aramis porzucił służbę i wstąpił do klasztoru jezuitów.

### Kuracja z ukochaną
Mimo bycia jezuitą Aramis nie zaprzestał udziału w romansach i intrygach. Według wersji ukazanej w powieści D’Artagnan właśnie opat d'Herblay spłodził z księżną de Chevreuse w roku 1626 syna Raula d'Aram (późniejszego wicehrabiego de Bragelonne) i ukrywał go przed światem w klasztorze Saint Saforin. Pomoc w tym czynie ofiarowała im sama królowa oraz hrabina Helena de Sirle i marszałek Bassompierre. Pewnego dnia roku 1630 Aramis spotkał Portosa, by ten zawiózł list od niego do Heleny de Sirle. Przyjaciel zgodził się bez wahania, ale niestety dopadli trzej agenci kardynała. Doszło wówczas do walki, podczas której Portos zabił dwóch napastników, ale został ogłuszony przez trzeciego. Pozostały przy życiu agent zabrał Portosowi list, po czym pojechał do Aramisa, dotkliwie go pobił i zmusił do wydania pozostałych listów. Następnie jadąc drogą sam poniósł śmierć z rąk zbójów. Aramis zaś na skutek pobicia balansował pomiędzy życiem a śmiercią. Czuwał nad nim wierny Bazin. Kiedy Aramis otrzymał list od lorda de Winter z wezwaniem do hotelu markiza de Saint Luc postanowił nie jechać ze względu na swój stan. Niedługo potem Aramisa odwiedził tajemniczy Kawaler Nemo, którym okazała się być przebrana księżna de Chevreuse. Zabrała ona Aramisa do swojej posiadłości. Po drodze zatrzymali się w oberży, gdzie spotkał ich D'Artagnan, który porozmawiał chwilę z przyjacielem oraz przekazał księżnej wieści od królowej i kardynała. Niedługo potem Aramis wyzdrowiał pod czujną opieką kochanki.

### Służba Frondzie
Aramis jako jezuita nie utrzymał zbyt zażyłych stosunków z dawnymi przyjaciółmi, praktycznie wcale ich nie widywał. Jedynie raz wezwał potajemnie D'Artagnana na sekundanta w swoim pojedynku, ale po nim odjechał wymieniając z przyjacielem zaledwie kilka zdań. Swoją działalnością Aramis zapracował na stanowisko opata w zakonie jezuitów. Dorabiał sobie również pisząc kazania dla księży, na czym zarobił grube pieniądze, gdyż miał bardzo wielu klientów. Kiedy w roku 1648 wybuchła Fronda Aramis przyłączył się do niej. Prawdopodobną przyczyną tego czynu była jedna z jego kochanek, której mąż wspierał Frondę. Mąż owej damy dowiedział się o jej romansie z opatem d'Herblay i zaczaił się na niego w lesie. Na szczęście Aramis ukrył się na drzewie i uniknął zasadzki. Kiedy napastnicy odjechali zeskoczył na tył konia, którym jechał Planchet. Z Planchetem zaś jechał szukający dawnych przyjaciół D'Artagnan. Aramis zabrał ich obu do klasztoru jezuitów, swojej siedziby, ale jednak odmówił wstąpienia na służbę do kardynała Mazarina. Po czym potajemnie wraz z Atosem i Rochefortem zorganizował ucieczkę księcia de Beaufort. Kiedy pościg składający się z D'Artagnana i Portosa dogonił uciekinierów Aramis i Atos stoczyli walkę z dawnymi przyjaciółmi, ale szybko ją przerwali odkrywając, z kim walczą. Po czym potajemnie się spotkali i mimo początkowych niesnasek ostatecznie przysięgli sobie wieczną przyjaźń i zaczęli się spotykać jak przed laty.

### Służba u Karola I
Niedługo potem Aramisa i Atosa zwerbował na służbę do króla Anglii Karola I lord de Winter. Cała trójka odpłynęła do Anglii łodzią, jednakże obserwował ich tajemniczy Mordaunt, syn Milady de Winter, pragnący pomścić śmierć matki. Na jego widok Aramis złapał za muszkiet chcąc go zastrzelić, ale Atos nie pozwolił mu na to (czego natychmiast pożałował). Mourdant zapowiedział całej trójce okrutną zemstę. Aramis na wyprawę do Anglii chciał zabrać ze sobą Bazina, lecz z powodu jego kościelnych obowiązków musiał zadowolić się sługą Atosa o imieniu Blaisos. Mimo początkowych niechęci dość szybko go polubił. W Anglii wierna służba Aramisa, Atosa i lorda de Winter nie ocaliła Karola I, który został sprzedany przez własnych żołnierzy rebeliantom. Przed pojmaniem zdążył jeszcze odznaczyć Aramisa i Atosa Orderem Podwiązki. Chwilę potem cała trójka została pochwycona przez Mordaunta oraz pomagających mu na rozkaz Mazarina D'Artagnana i Portosa, zaś lord de Winter zginął zastrzelony przez mściwego bratanka. Aramis i Atos jednak podstępem zbiegli ze swego więzienia, w czym pomogli im D'Artagnan z Portosem. Następnie cała czwórka podjęła próbę uwolnienia Karola I z obozu, w którym przebywał. Nie powiodła się ona, więc przyjaciele udali się do Londynu, gdzie szykowali podkop pod królewską celę - uszykowali go pod szafotem dla króla, do którego budowy się wynajęli. Aramis przebrany za księdza odwiedził króla w lochu i powiedział mu o planowej ucieczce. Niestety plan ten też się nie powiódł i władca Anglii został ścięty przez przebranego za kata Mordaunta. Czwórka przyjaciół dopadła syna Milady i odbyła nad nim sąd, ale ten im się wymknął i przygotował zasadzkę na statku "Błyskawica", którym muszkieterowie chcieli wrócić do Francji. Statek miał wysadzony w powietrze z nimi na pokładzie, jednakże czujność wiernych sług ocaliła przyjaciół od śmierci – uciekli oni szalupą z prowiantem, przy okazji zabijając Mordaunta.

### Dalsza służba Frondzie
Po powrocie do ojczyzny przyjaciele rozdzielili się. Aramis i Atos udali się do Paryża, gdzie skontaktowali się z wdową po Karolu I i ich córką. Spotkali tam dwóch agentów kardynała, którzy roznosili fałszywe pogłoski o ucieczce króla Anglii. Obaj przyjaciele wyznali królowej prawdę, po czym wyzwali owych agentów na pojedynek, który jednak musieli odłożyć na następny dzień. W mieście spotkali również Rocheforta, od którego dowiedzieli się o planowanej bitwie. Następnego dnia, zgodnie z zapowiedzią, Anna Austriaczka i Mazarin odrzucili żądania Paryża i doszło do walki wojsk Frondy z wojskami królowej i kardynała. Podczas tej walki Aramis zabił strzałem z pistoletu agenta, którego wcześniej wyzwał, a potem wziął do niewoli Raula de Bragelonne, którego Atos przekonał do walki po swojej stronie. Aramis odebrał również Raulowi z pomocą Atosa depeszę do kardynała, z której wynikało, że D'Artagnan i Portos zostali aresztowani i osadzeniu w Rouen. Po zapoznaniu się z oberżą, w której obaj panowie spędzili przed aresztowaniem ostatnią noc wiadomości te się potwierdziły. Kiedy zaś Atos, wstawiając się za uwięzionych kompanami u królowej również został aresztowany i trafił do jednego więzienia razem z Portosem i D'Artagnanem to Aramis oraz Raul zebrali natychmiast oddział frondystów i ruszyli im na pomoc. Ci jednak sami sobie poradzili porywając przy okazji Mazarina. Pomoc spotkała ich w chwili, gdy uciekali z cennym zakładnikiem. Zabrali go więc do zamku Portosa, gdzie przedstawili mu swoje żądania – Aramis podstawił kardynałowi do podpisu warunki Frondy. Jeden z tych warunków była dymisja Mazarina, na co kardynał zwrócił uwagę – jeśli poda się do dymisji, kto awansuje D'Artagnana i Portosa oraz spełni resztę ich oczekiwać? Aramis więc zrezygnował z tego jednego warunku stwierdzając, że kardynał Mazarini jest Francji potrzebny. Kiedy Mazarin odzyskał wolność Aramis opuścił Frondę i zajął się swoimi sprawami.

### Służba u Fouqueta
Po zakończeniu Frondy Aramis zajmował się różnymi sprawami, ale ostatecznie wstąpił na służbę do ministra Fouqueta, generalnego intendenta królewskich finansów. Uczynił on Aramis biskupem Vanes oraz swoją prawą ręką. Na polecenie swego pryncypała świeżo mianowany biskup nakazał przeprowadzenie naprawy i umocnienie fortyfikacji na zamku Belle-Isle. W sprawę tę wciągnął Portosa, który osobiście nadzorował budowę. Jednakże D'Artagnan na polecenie Ludwika XIV wyruszył zbadać tę sprawę. Aramis odkrywszy obecność kapitana muszkieterów, którego Portos sam zaprowadził do siedziby Aramisa, szybko udał się do Fouqueta i ostrzegł go, iż król o wszystkim wie i może wyciągnąć z tych wszystkich poczynań poważne konsekwencje. Jedynym ratunkiem dla Fouqueta może być więc to, że ten odda w prezencie królowi Belle-Isle. Minister tak właśnie postąpił. Aramis jednocześnie wciąż dążył do wzmocnienia pozycji swojego pryncypała. Pamiętał wciąż, że piętnaście lat temu dzięki pani de Chevreuse poznał sekret rodziny królewskiej, którym był Filip, brat bliźniak Ludwika XIV ukryty w Bastylii przez Annę Austriaczkę i kardynała Mazarina. Aramis postanowił to wykorzystać. Pamiętał doskonałe, że gubernatorem słynnego więzienia jest jego dobry znajomy, pan de Baisemeaux de Montlezun (dawny gwardzista kardynała Richelieu), któremu sam załatwił to intratne stanowisko. Dowiedziawszy się więc, że gubernator potrzebuje pieniędzy na spłatę długu, dostarczył mu je w imieniu swego pryncypała. Pan de Baisemeaux, który należał (jak wielu cywilów) potajemnie do zakonu jezuitów i kierowanej przez nich organizacji, odnowił teraz znajomość z Aramisem, a nawet pokazał mu wszystkich więźniów przebywając w Bastylii. Aramis zwrócił szczególnie uwagę na więźnia o nazwisku Marchialii, w którym rozpoznał poszukiwanego przez siebie brata bliźniaka króla Francji.

### Generał zakonu jezuitów
Następnie udał się na zjazd najważniejszych członków zakonu, którzy zebrali się w jednej z oberż, by generał zakonu mógł wybrać spośród nich swego następcę. Wybór padł na Aramisa, który najwięcej pożytku dla ich organizacji przyniósł swoją wiadomością o odkryciu bliźniaka Ludwika XIV. Dzięki tej tajemnicy jezuici mogli mieć wpływ na największego władcę Europy. Aramis otrzymał więc to zaszczytne stanowisko, po czym wrócił do Fouqueta i zapewnił go, że jeśli generalny intendent królewskich finansów będzie mu przyjacielem, to on tę przyjaźń odwzajemni. Niedługo potem Aramis spotkał na pogrzebie swego zacnego poprzednika księżnę de Chevreuse, którą uważał za zmarłą. Kobieta miała do niego interes. Generał zakonu jezuitów wyznaczył więc dzień spotkania z nią udał się do Luwru, gdzie ku jego rozpaczy odkrył, iż Portos opuścił swoje "więzienie" i D'Artagnan przedstawił go Ludwikowi XIV. Aramis przestraszył się, iż król dowie się czegoś o jego intrygach przeciwko niemu. Rozmówił się więc potajemnie z kapitanem muszkieterów chcąc wybadać jego zamiary. Zaproponował mu również przejście na służbę do Fouqueta, ale D'Artagnan zadeklarował się jako wierny sługa króla i powiedział, iż widział go na pogrzebie generała zakonu jezuitów, w czym wietrzy intrygę. Biskup Vannes uznał, iż dawny przyjaciel jest obecnie jego wrogiem i musi na niego uważać. Wkrótce potem doszło do umówionego spotkania Aramisa z księżną de Chevreuse. Kobieta miała w posiadaniu dokumenty dowodzące, że Fouquet dokonał kiedyś malwersacji pieniędzy powierzonych mu przez Mazarina. Zaproponowała więc dawnemu kochankowi kupno owych papierów, ale Aramis odmówił, gdyż cena według niego była zbyt wygórowana. Księżna zaniosła więc papiery Colbertowi, który natychmiast je odkupił i postanowił wykorzystać do zniszczenia Fouqueta. Generalny intendent królewskich finansów zrozumiał, że traci grunt pod nogami. Załamany potrzebując pieniędzy sprzedał jednemu ze swoich konkurentów, panu Vanelowi, stanowisko generalnego prokuratora – zrobił to mimo rad Aramisa, który przeczuwał w tym wszystkim intrygę Colberta, który chciał w ten sposób pozbawić swego przeciwnika jedynej broni, która by go mogła uchronić przed procesem o malwersacje. Biskup Vanes czuwał nad transakcją i dobrze się stało, albowiem kontrahent podłożył do podpisania umowę fałszywą o gorszych warunkach, na szczęście jednak Aramis zauważył to i zmusił go do podania prawdziwej umowy. Za zdobyte w ten sposób pieniądze Fouquet wydał bal dla Ludwika XIV w swoim pałacu w Vaux.

### Człowiek w żelaznej masce
Aramis tymczasem przeszedł do dalszego działania. Wciąż za zgodą pana de Baisemeaux wizytował Bastylię i odwiedzał tajemniczego więźnia o nazwisku Marchiali. Podczas jednej z takich wizyt opowiedział mu historię jego narodzin oraz uwięzienia. Wyjaśnił, że Filip noszący fałszywe nazwisko Marchiali jest naprawdę synem Ludwika XIII i Anny Austriaczki, a także bratem bliźniakiem Ludwika XIV i jest tu trzymany "dla dobra kraju" z woli kardynała Mazarina, własnej matki oraz swego brata (to ostatnie było nieprawdą, gdyż Ludwik nic o bracie nie wiedział). Aramis obiecał jednak chłopcu, że wydobędzie go z więzienia i przywróci należne mu stanowisko w świecie. Liczył na to, iż jeśli intryga się uda zakon jezuitów (a przede wszystkim on sam) będzie miał na tronie Francji kogoś, kogo łatwo będzie kierować. Biskup Vannes przystąpił więc do realizacji swego planu. Najpierw wydobył od Fouqueta ułaskawienie dla jednego biednego poety nazwiskiem Selden, który siedział w Bastylii za złośliwe wiersze o jezuitach. Po czym z tym ułaskawieniem pojechał do więzienia i przekonał pana de Baisemeaux, że jest ono wystawione na nazwisko Filipa. Gubernator miał wątpliwości, ale ostatecznie uwierzył w słowa generała zakon jezuitów i Aramis zabrał młodzieńca z Bastylii swoją karetą. Gdy nią jechali zaproponował mu możliwość zastąpienia Ludwika na tronie Francji lub ucieczkę za granicę. Filip mimo poważnych wątpliwości zgodził się na to pierwsze. Aramis dał mu więc kartki z listą członków królewskiej rodziny i dworu, by ten mógł łatwo udawać swego brata. Oprócz tego Aramis zażądał pewnych łask od nowego króla dla siebie i przyjaciół – D'Artagnan miał zostać marszałkiem Francji, Portos diukiem, Atos otrzymać Order Św. Michała, Raul wysokie stanowisko, zaś Aramis miał zostać kardynałem. Oprócz tego nowy król Francji miał przywrócił do łask Fouqueta, aresztować Colberta oraz załatwić Aramisowi pasowanemu na kardynała możliwość wyjazdu do Watykanu i kandydowania na papieża. Filip zgodził się na wszystkie warunki i przystąpiono do akcji. Aramis najpierw odwiedził królewskiego krawca, pana Percerin w towarzystwie znanego malarza Le Bruna, po czym powiedział krawcowi, że na polecenie pana Fouqueta ma zostać namalowany portret króla w stroju, który właśnie jest szykowany i w tym celu potrzebują oni kopii kostiumu, by móc taki obraz stworzyć. Percerin dał się nabrać i kopia kostiumu powstała. Podczas rozmowy z krawcem Aramis spotkał jednak D'Artagnana wietrzącego wokół przyjaciela jakąś intrygę. Aramis nie zdradził się jednak z niczym. Otrzymawszy kopię kostiumu króla biskup Vannes wciągnął w swoją intrygę Portosa wmawiając mu, iż na tronie zasiada uzurpator, a oni mają za zadanie przywrócenie na tron prawdziwego monarchy. Aramis wraz z Filipem tajnym przejściem dostali się do pałacu w Vaux i ukryli się nad pokojem króla. Obaj uważnie go obserwowali. W odpowiednim momencie zapadła się zapadnia w podłodze i Ludwik spadł w tunel pod pokojem, a jego miejsce zajął Filip ubrany w królewskie szaty. Aramis i Portos zamaskowali i pod bronią zabrali Ludwika ze sobą do Bastylii, po czym powiedzieli jej gubernatorowi, że zaszło nieporozumienie, a ułaskawienie było na biednego poetę, a nie więźnia, jakiego zebrali, więc go oddają z powrotem, co jest tym bardziej koniecznie, iż ów więzień oszalał i podaje się za króla Francji. Zachowanie Ludwika tylko potwierdziło ich słowa. Aramis spokojnie wrócił do Vaux i opowiedział o wszystkim bojącemu się o swoje życie Fouquetowi. Ten jednak stwierdził, iż jako gospodarz odpowiadał za króla i nie ważne, czy ten chciał go zniszczyć czy nie – minister był za niego odpowiedzialny. Pojechał więc do Bastylii uwolnić Ludwika XIV. Aramis zrozumiał, iż popełnił błąd wtajemniczając swego pracodawcę w kulisy intrygi, ale nie dało się go już naprawić. Zostawił więc Filipa własnemu losowi, ostrzegając jedynie Portosa i razem z nim uciekł. Po drodze obaj zmienili konie u Atosa, któremu Aramis opowiedział o wszystkim. Wówczas to cała trójka widziała się ze sobą po raz ostatni.

### Walka z wojskami króla
Następnie Aramis i Portos schronili się na Belle-Isle, gdzie niedługo potem doszło do szturmu wojsk królewskich dowodzonych przez D'Artagnana. Aramis opowiedział Portosowi prawdę, iż wzięli oni oboje udział w spisku przeciwko prawdziwemu królowi. Mimo to Portos nie opuścił przyjaciela i razem z nim odpierał pierwszy atak wojsk króla, jednak wkrótce potem stwierdzili oni, iż dalsze walka nie ma sensu i poddali twierdzę. Aramis i Portos wraz z trzema wiernymi ludźmi schronili się w jaskini, skąd mieli odpłynąć do Hiszpanii. Musieli jednak najpierw zepchnąć łódź na wodę i przecisnąć ją przez wąski otwór w jaskini, a także znaleźć dogodną do ucieczki sytuację, kiedy nie dostrzeże ich flota króla Francji. Jednak ich kryjówka została odkryta przez oddział gwardzistów królewskich, który urządził sobie w pobliżu polowanie na lisa. Doszło wówczas do ostrej walki z nimi, podczas której Portos zginął przygnieciony głazami. Aramis z trudem w towarzystwie wiernych ludzi uciekł łodzią, ale został pochwycony przez królewski statek. Jednakowoż miał przy sobie pierścień generała zakonu jezuitów i pokazał go kapitanowi, który również do niego należał. Dzięki temu Aramis mógł spokojnie odpłynąć na dobrowolną emigrację do Hiszpanii.

### Reszta życia
Żył tam przez wiele lat zdobywając tytuł księcia d'Alameda i po latach pełniąc funkcję ambasadora udał się do Wersalu. Jako ambasador załatwił neutralność Hiszpanii w wojnie Francji z Holandią. Powrócił potem do swego nowego kraju, przed odjazdem spotykając się z D'Artagnanem. Przyjaciele rozmówili się ze sobą ostatni raz, po czym już nigdy więcej się nie widzieli, albowiem D'Artagnan niedługo potem zginął podczas oblegania jednego z holenderskich miast. Sam Aramis zaś spędził w Hiszpanii ostatnie lata swego życia.

## Aramis w filmach i serialach
Muszkietera Aramisa zagrali następujący aktorzy:
- Pierre de Guingand – Trzej muszkieterowie (1921)

- Eugene Pallette – Trzej muszkieterowie (1921)

- Jean-Louis Allibert – Trzej muszkieterowie (1933)

- Onslow Stevens – Trzej muszkieterowie (1935)

- Robert Coote – Trzej muszkieterowie (1948)

- Jacques François – Trzej muszkieterowie (1953)

- Hubert Noël – Trzej muszkieterowie (1959)

- Jacques Toja – Trzej muszkieterowie (1961)

- Adriano Amidei Migliano – D'Artagnan (1969)

- Richard Chamberlain – Trzej muszkieterowie-Diamenty królowej (1973)

- Richard Chamberlain – Czterej muszkieterowie-Zemsta Milady (1974)

- Serge Maillat – D'Artagnan (1977)

- Richard Chamberlain – Powrót muszkieterów (1989)

- Charlie Sheen – Trzej muszkieterowie (1993)

- Sami Frey – Córka d'Artagnana (1994)

- Jeremy Irons – Człowiek w żelaznej masce (1998)

- Luke Evans – Trzej muszkieterowie 3D (2011)
- Santiago Cabrera - Muszkieterowie (serial 2014-2016)